# Nizhny Novgorod (tỉnh)
Nizhny Novgorod Oblast (tiếng Nga: Нижегоро́дская о́бласть, Nizhegorodskaya oblast) là một chủ thể liên bang của Nga (một tỉnh. Tỉnh có diện tích 76.900 km², dân số 3,310,562 (Điều tra dân số 2010)..
Trung tâm hành chính là thành phố Nizhny Novgorod. Với dân số 1.3 triệu người, Nizhny Novgorod là thành phố lớn nhất của tỉnh và là thành phố lớn thứ 4 ở Nga sau Moskva, Saint Petersburg, và Novosibirsk. Ngoài vùng đô thị Nizhny Novgorod, tỉnh còn có thành phố lớn Arzamas.
Sông Volga cắt ngang tỉnh. Tỉnh giáp với Kostroma Oblast (bắc), Kirov Oblast (đông bắc), Cộng hòa Mari El (đông), Cộng hòa Chuvash (đông), Cộng hòa Mordovia (nam), Ryazan Oblast (tây nam), Vladimir Oblast (tây), và Ivanovo Oblast (tây bắc).